# Eddie Edwards
Eddie Edwards (Boston, 30 de dezembro de 1983) é um lutador de wrestling profissional dos Estados Unidos, que atualmente trabalha na Impact Wrestling. Ele também já atuou na Ring of Honor, onde se destacou por ter sido por uma vez Campeão Mundial da ROH.
Além disso, ele foi campeão mundial de duplas da ROH com Davey Richards também como seu parceiro - formando a dupla The American Wolves - e o primeiro Campeão Televisivo da ROH.
Edwards também conquistou por uma oportunidade o torneio Survival of the Fittest na edição de 2010, ao derrotar Kenny King, vitória que o levou a luta pelo título mundial. Este título mundial fez com que Edwards fosse o primeiro lutador da Ring of Honor a alcançar a Triple Crown Championship, considerada a Tríplice Coroa do wrestling, sendo o primeiro lutador a conquistar todos os títulos possíveis na empresa. Edwards também faz aparições regulares na Pro Wrestling Guerrilla (PWG).

## No wrestling
- Movimentos de finalização
  - Achilles lock[8][9] – 2010–present

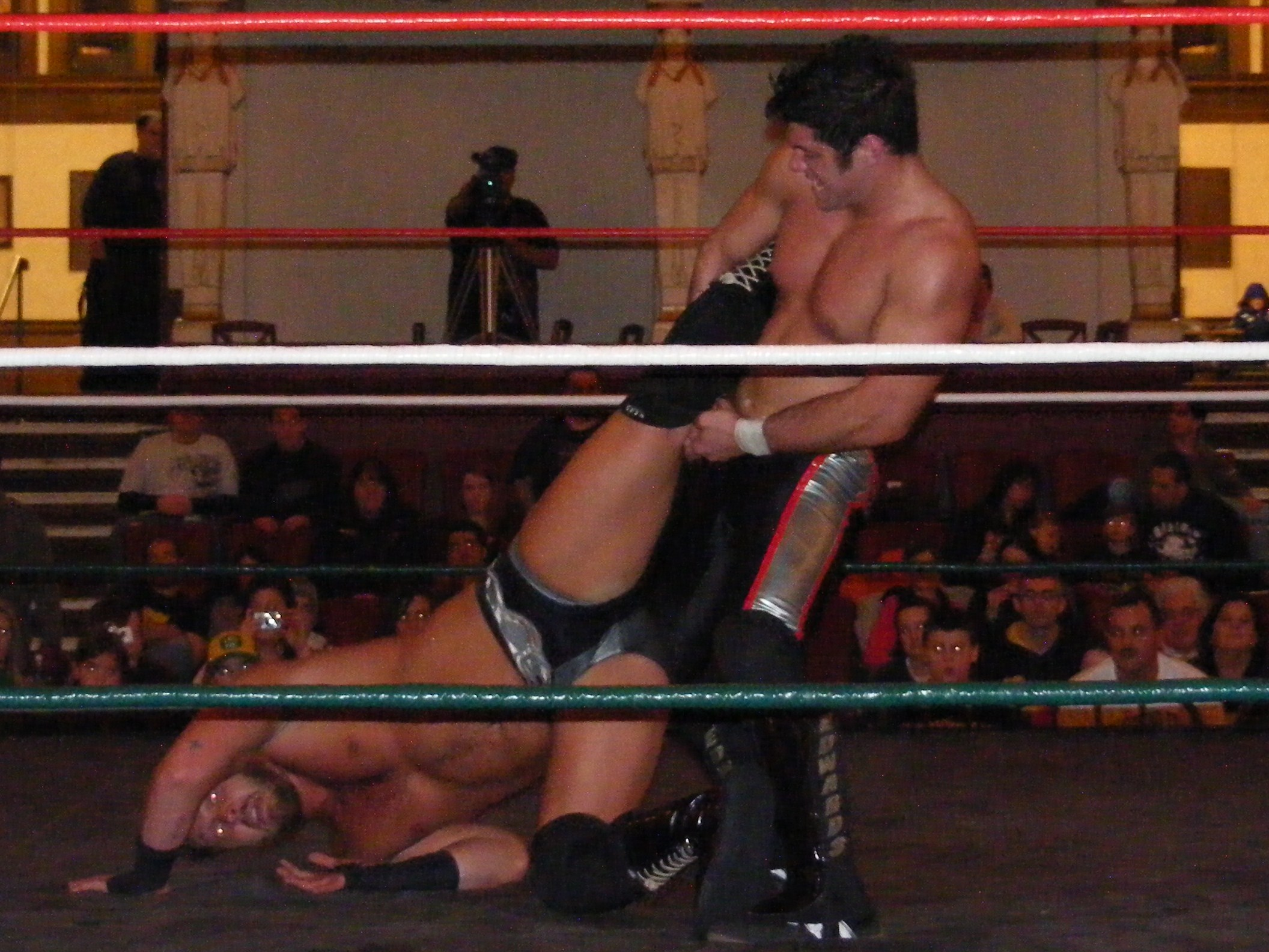
Edwards aplicando o "Achilles Lock" em Brian Fury em janeiro de 2011.

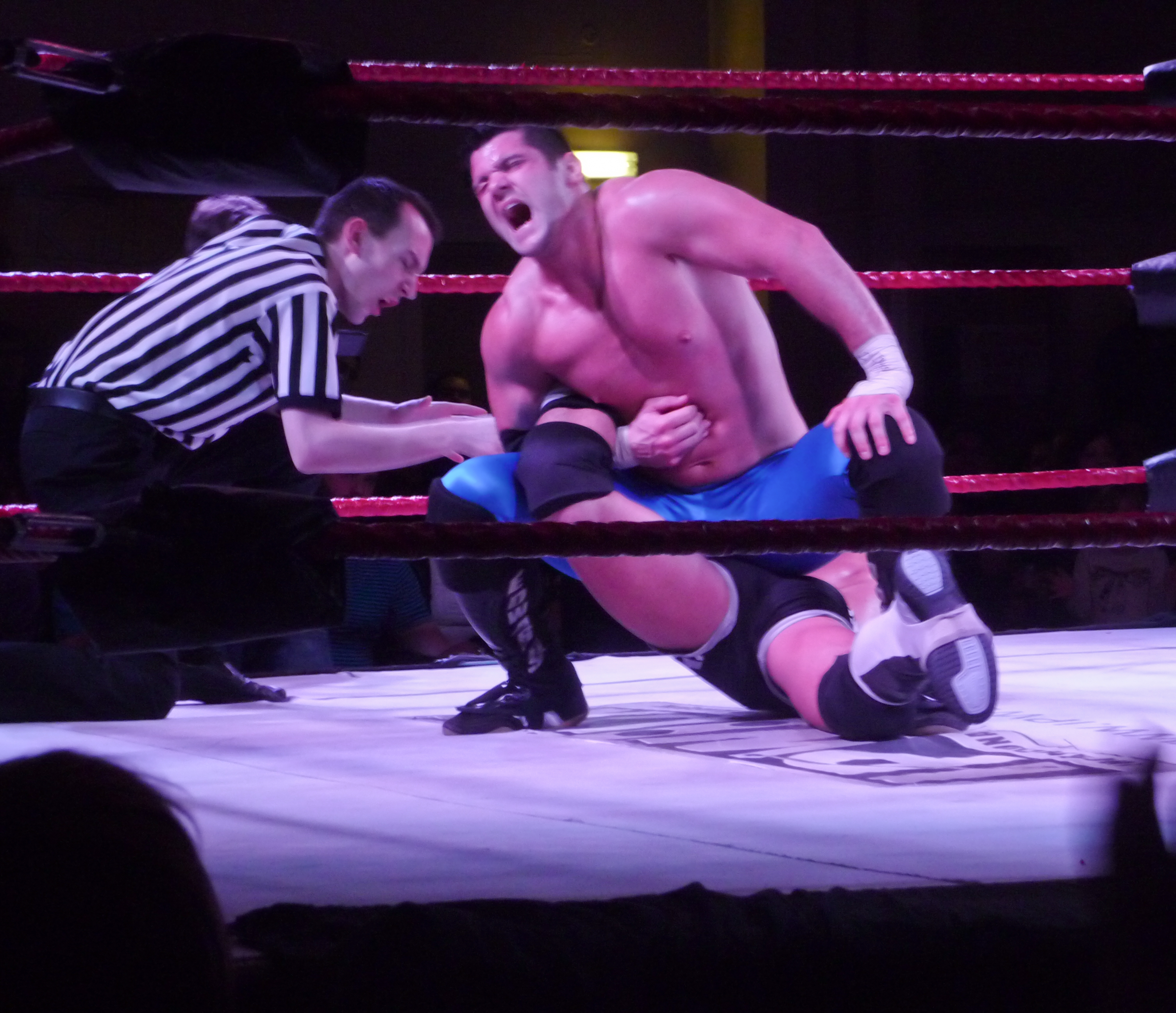
Edwards aplicando o "Single Leg Boston Crab" em Noam Dar em novembro de 2011

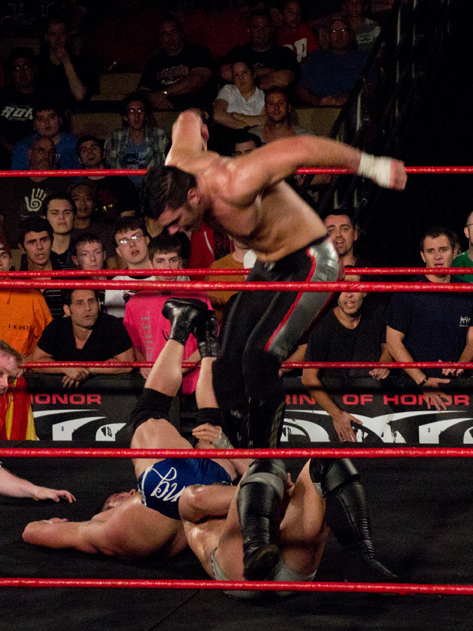
Edwards aplicando o "Double Foot Stomp" em Davey Richards em março de 2012.

  - Die Hard (Cross-legged fisherman buster)[1][2]
  - Die Hard Driver (Cross-legged sitout scoop slam piledriver)[10]
  - Dragon sleeper[11][12] – 2011–present
  - Single leg Boston crab[13]
  - Springboard moonsault[2]
- Movimentos secundários
  - Ankle lock[14]
  - Chin Checker (Backpack stunner)[2][13][15]
  - Cloverleaf[16]
  - Diving double knee facebreaker[17][18][19]
  - Diving hurricanrana[20]
  - Double stomp[21][22][23]
  - Falcon Arrow (Sitout suplex slam)[24][25]
  - Frankensteiner[22][26]
  - Missile dropkick[27]
  - Saito suplex[28]
  - Superkick[29]
- Com Davey Richards na American Wolves
  - Movimentos de finalização
    - Elevated cutter[30]
    - Superkick (Edwards) seguido de um German suplex (Richards)[31]

  - Movimentos secundários
    - Military press drop (Edwards) seguido de um Lifting kick to the opponent's midsection (Richards)[32]
    - Powerbomb (Edwards) / Double knee backbreaker (Richards)[13]
- Managers
  - Larry Sweeney[3]
  - Shane Hagadorn[33]
  - Sara Del Rey[33]
  - Dan Severn[34]
- Alcunhas
  - "Die Hard"[35]

## Títulos e prêmios
- Assault Championship Wrestling

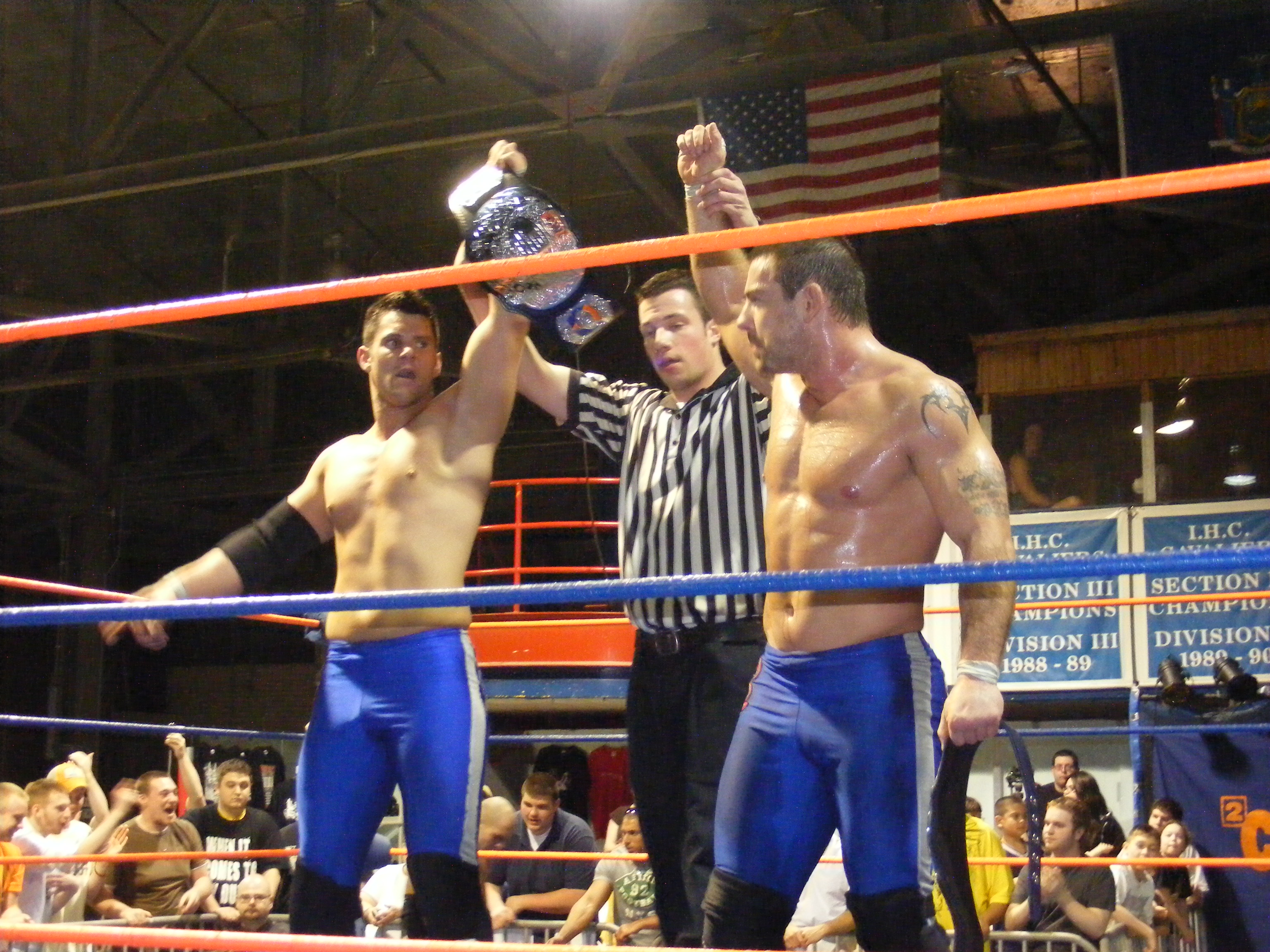
Edwards (esquerda) com Davey Richards (direita) após conquistarem o 2CW Tag Team Championship

  - ACW Junior Heavyweight Championship (1 vez)
- Fight Club: Pro
  - Fight Club: Pro Championship (1 vez)[36]
- Millennium Wrestling Federation
  - MWF Television Championship (1 vez)[37]
- New England Championship Wrestling
  - NECW Tag Team Championship (4 vezes) – com D.C. Dillinger[38]
  - Iron 8 Championship Tournament (2006, 2007)[3]
- Premier Wrestling Xperience
  - PWX Tag Team Championship (1 vez, atual) – com Roderick Strong[39]
- Pro Wrestling Experience
  - Bank the Money Winner (1 vez)
- Pro Wrestling Illustrated
  - PWI o colocou como #9  dos 500 melhores lutadores na PWI 500 de 2011[40]
- Ring of Honor
  - ROH World Championship (1 vez)[41]
  - ROH World Tag Team Championship (1 vez) – com Davey Richards[4]
  - ROH World Television Championship (1 vez)[5][42]
  - Survival of the Fittest (2010)[6]
  - Primeiro Triple Crown Champion[7]
- Squared Circle Wrestling
  - 2CW Tag Team Championship (1 vez) – com Davey Richards[43]
- Top Rope Promotions
  - TRP Heavyweight Championship (1 vez)[3]
- Total Nonstop Action Wrestling
  - TNA/Impact World Heavyweight Championship (2 vezes)
  - TNA World Tag Team Championship (2 vezes) – com Davey Richards[44]
  - TNA X Division Championship (2 vezes)
- Wrestling Observer Newsletter
  - Tag Team do Ano (2009) com Davey Richards[45]